# Florentin Schramek
Florentin Schramek (?-1788), počeštěně Šrámek byl františkán, pravděpodobně německého jazyka, náležící do české františkánské provincie sv. Václava. V roce 1774 studoval na blíže nezjištěné škole teologii. Z jeho studií se zachovala Florentinem pro vlastní užití vytvořená pomůcka – slovník termínů z morální teologie: Definitiones universae Theologiae moralis secundum alphabetum conscriptae. Po vysvěcení na kněze působil jako kazatel a katecheta. Pobýval mimo jiné v klášteře v Hejnici, kde působil jako kooperátor místní farnosti. Františkán Florentin Šrámek zemřel 3. dubna 1788 v Hejnici.